# 1166
| 1166               |
| ------------------ |
| Dødsfald - Fødsler |
|                    |

| Gregoriansk kalender | 1166 MCLXVI             |
| Ab urbe condita      | 1919                    |
| Armensk kalender     | 615 ԹՎ ՈԺԵ              |
| Kinesiske kalender   | 3862 – 3863 乙酉 – 丙戌 |
| Etiopisk kalender    | 1158 – 1159             |
| Jødisk kalender      | 4926 – 4927             |
| Hindukalendere       |                         |
| - Vikram Samvat      | 1221 – 1222             |
| - Shaka Samvat       | 1088 – 1089             |
| - Kali Yuga          | 4267 – 4268             |
| Iransk kalender      | 544 – 545               |
| Islamisk kalender    | 561 – 562               |

Konge i Danmark: Valdemar den Store enekonge fra 1157-1182
Se også 1166 (tal)

## Begivenheder
- Absalons Borg i København grundlagt dette år eller i 1167